# Xã St. Marys, Quận Ward, Bắc Dakota
Xã St. Marys (tiếng Anh: St. Marys Township) là một xã thuộc quận Ward, tiểu bang Bắc Dakota, Hoa Kỳ. Năm 2010, dân số của xã này là 52 người.